# Britzka
A Britzka é uma carruagem comprida com quatro rodas inventada na Áustria no séc.XIX. Era muito utilizada na Rússia e na Polónia, como hoje em dia são utilizadas as motor home, já que podia acolher no seu interior  mesas, camas e outro tipo de mobiliário afim. Servia sobretudo para viajantes abastados que não pretendiam abandonar o conforto dos seus lares.